# Nubië

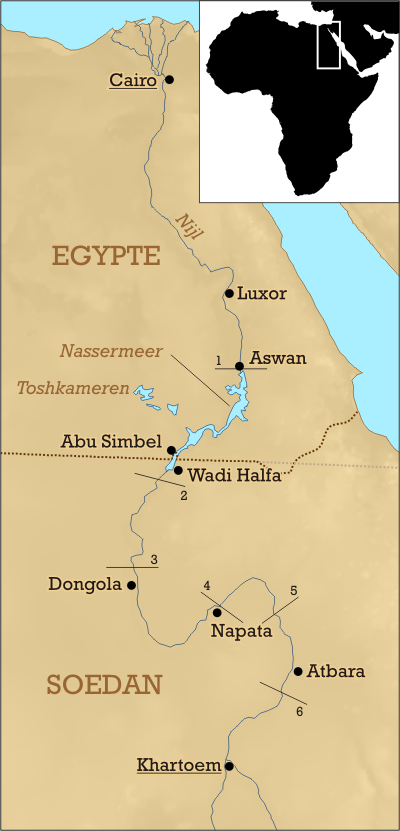
Nubië vandaag de dag. De oude Nubische koninkrijken bevonden zich langs de Nijl, ongeveer tussen de eerste en zesde cataract.

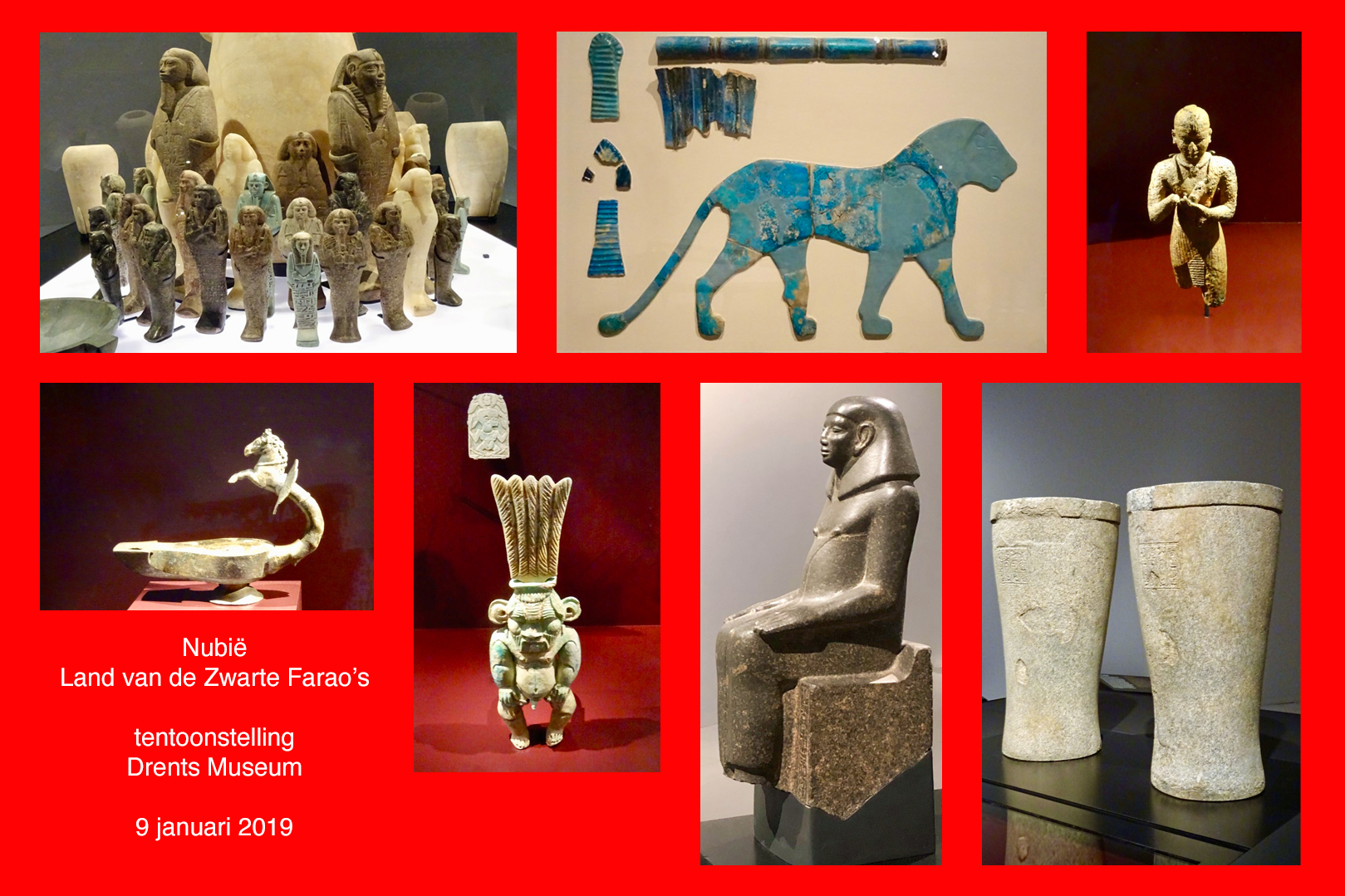
Nubische kunstvoorwerpen (tentoonstelling Drents Museum 2019)

Het moderne Nubië is een gebied in het zuiden van Egypte en in het noorden van Soedan. In de oudheid waren er verschillende koninkrijken en ook een vazalstaat van Egypte. Het gebied was etnisch divers met verscheidene talen waarvan sommige nog niet ontcijferd zijn.

## Naamgeving
De Oude Egyptenaren noemden het land ten zuiden van de eerste cataract Ta-nehsoe ("Land van de Nehsoe"). hierin werden verschillende landen en volkeren genoemd, zoals Wawat (Neder-Nubië, tussen de eerste en tweede cataract) Irtjet, Setjoe, Medja en Jam.
De Romeinen noemden het gebied Nobatia naar de Nobatae of Noba, een volk uit de Egyptische woestijn dat door de Romeinse keizer Diocletianus in het gebied gebracht was.
De huidige Noeba in het zuiden van Kordofan, een gebied in Soedan, zijn een verzameling van verschillende volkeren die door de Arabieren naar de Nobatiërs vernoemd zijn, die echter geen historische band met Nubië hebben. Volgens verhalen van de Nubiërs gaat het echter om Nubiërs die de Arabische slavernij ontvluchtten door naar de Zuid-Kordofan te vluchten om daar te verwilderen.

## Geschiedenis
Het gebied heeft verschillende rijken gekend.

### Koninkrijk Kerma
Vanaf 2500 tot de 15e eeuw v.Chr. bestond er het koninkrijk Kerma. Dit koninkrijk bestond uit de stad Kerma ten zuiden van de derde cataract, en een reeks van omringende dorpen. Het rijk gedijde op handel met de noorderburen (Oude Egypte) en de Afrikaanse handelsroutes, met name goud.
In de tweede tussentijd verwaterden de handelsbetrekkingen tussen Egypte en Kerma. Kerma werkte samen met de Hyksos. Na de vereniging van Egypte door Ahmose I werd Kerma verslagen en de Egyptische grenzen verlegd tot diep in Soedan bij Aboe Hamid.

### Koninkrijk Koesj
Thoetmosis I trok ten strijde om Kerma ten val te brengen. Hij trok door tot aan de 4e en 5e cataract waar hij een grensstele neerzette. Hiermee stonden ook de Afrikaanse handelsroutes ter controle. De vorsten van Kerma bleven aan als handelspartners en leveraars van arbeidskrachten. Het gebied werd ter controle gesteld van wat de Egyptenaren de Koningszoon van Koesj noemden. De zonen van de koningszonen van Koesj werden net zoals de Aziatische vorsten aan het hof in Thebe opgevoed. Ook Thoetmosis III leidde veldtochten naar Koesj waarna hij de stad Napata de provinciehoofdstad maakte.
De handel in goud werd in forten bij Wadi Allaki opgeborgen. Dit goud zou een grote rol spelen in de economie van Egypte.
Na de val van de Ramsessiden aan het einde van de 20e dynastie van Egypte en het begin van de 21e Dynastie rond 1070 voor Christus verminderde de greep. Het sindsdien onafhankelijke koninkrijk verlegde de hoofdstad naar Meroë en later naar Napata. Het rijk bleef voortbestaan tot aan 350 na Christus.
Dit rijk produceerde zelfs enkele farao's die in Egypte werden ingedeeld in de 25e dynastie van Egypte. Door oorlog met Assyrië en verschillende vorsten van de Nijldelta, waaronder de 26e dynastie van Egypte werden ze verdreven uit Egypte, maar hun heerschappij in Nubië ging door. Handel werd gedreven met Afrika en Azië. Het land werd nooit overwonnen door het Romeinse Rijk.
Het nam vele gebruiken van het Oude Egypte over zoals het geloof, schrift en de piramides. Osiris en Isis speelden een grote rol in de dodencultus. Na de 3e eeuw voor Christus werden inheemse goden belangrijk met typische Afrikaanse elementen zoals een olifantengod.. Het schrift was oorspronkelijk gebaseerd op de Egyptische hiërogliefen-schrift maar rond 260 v. Chr. werd er een cursief Meroïtisch schrift ontwikkeld.
Tijdens deze Romeinse periode werden de verschillende delen van het rijk verdeeld in kleinere gebieden met aparte leiders of generaals, die elk kleine legers onder zich hadden. Ze vochten allemaal tegen elkaar, waardoor het hele gebied erg kwetsbaar werd voor aanvallen van buitenaf.
Aan het begin van de vierde eeuw werd Koesj overwonnen door de Nobatae. De Romeinen noemden vanaf dan het gebied Nobatia.
De geschiedenis van Koesj wordt nog vaak in verhalen verwerkt. Men denke aan de opera Aida, waar de kroonprinses van "Nubië" (d.w.z. Koesj) verliefd wordt op de Egyptische legeraanvoerder; een verboden liefde.

### Drie koninkrijken
Rond 350 werd het gebied veroverd door de Nobatae, een Nilo-Saharaans volk uit de Westelijke Woestijn die hun rivalen de Blemmyes naar de Oostelijke Woestijn verjaagden. De Nobatae kwamen zelfs in conflict met het Koninkrijk Aksum in het huidige Ethiopië, maar werden door koning Ezana teruggeslagen. Uiteindelijk vormden zich drie koninkrijken: Nobatië (met de stad Faras) in het noorden, Makurië (hoofdstad Dongola) in het midden, en Alodia (hoofdstad Soba) in het zuiden.
Het gebied werd bekeerd tot het christendom, maar begon zich vanaf 719 van de Grieks-orthodoxe Kerk af te keren, en nam het Koptisch christendom aan als staatsgodsdienst.
Van de Nobatae, via het Arabisch Noeba, is ook de naam Nubië afgeleid.

### Islam
Tegen de 7e eeuw was Makurië de dominante macht in het gebied geworden. Het was dan ook sterk genoeg om de zuidelijke uitbreiding van de islam tegen te houden nadat de Arabieren Egypte hadden overgenomen. Na enkele mislukte invasies van Egypte sloegen de nieuwe leiders een verdrag met Dogomba zodat handel mogelijk werd. Het verdrag hield voor 600 jaar stand. De instroom van Arabische handelaars zorgde er echter voor dat de regio traag maar zeker zich bekeerde tot de islam. Rond 1350 werd de centrale kerk van Dongola omgebouwd tot moskee.

### Moderne tijd
In de 14e eeuw viel de Dongolaanse regering in elkaar, en het gebied werd opnieuw gedomineerd door Egypte. Gedurende de volgende eeuwen werd het gebied gedeeltelijk overgenomen door andere landen, en andere gebieden werden kleine koninkrijkjes. Noord-Nubië kwam onder de controle van Egypte, en de rest van het gebied werd geannexeerd door Mehemet Ali in het begin van de 19e eeuw. Het gebied werd later een Engels-Egyptisch condominium.
Aan het einde van het kolonialisme in het gebied werd Nubië verdeeld tussen Egypte en Soedan.
Veel Egyptische Nubiërs moesten verhuizen na de aanleg van het Nassermeer, waarbij de Nijl werd afgedamd bij Aswan. Nubische dorpjes kunnen sindsdien gevonden worden ten noorden van Aswan en op de westoever van de Nijl. Ook in grote steden leven vele Nubiërs.

## Herontdekking en verplaatsing van tempels
De Italiaan Girolamo Segato bracht grote delen van Nubië in kaart. De Pruis Karl Richard Lepsius organiseerde in 1924 een wetenschappelijke expeditie richting Meroë. Hij publiceerde zijn werk Denkmäler aus Ägypten und Aethiopien.
Ten tijde van de bouw van de Aswandam werden er Oud-Egyptische en Nubische tempels verplaatst:
- De tempels van Aboe Simbel
- De tempels van Kalabsha en Beit el-Wali werden verplaatst naar Nieuw-Kalabsja, 40 kilometer zuidelijk dan de oorspronkelijk plaats

Een aantal landen kregen tempels van Egypte geschonken vanwege hun bijdrage aan de reddingsoperatie:
- Tempel van Ellesiya aan Turijn, Italië
- Tempel van Debod aan Madrid, Spanje
- Taffeh-tempel aan Leiden, Nederland
- Tempel van Dendur aan New York, Verenigde Staten
- De Kalabsja-zuilengang aan Berlijn, Duitsland